# Donald II di Scozia
Domnall mac Causantín, o in inglese Donald MacConstantine, più comunemente Donald II di Scozia (... – 900), è stato re di Scozia dall'889 al 900.

## Biografia

### Origini e ascesa
Era figlio di re Costantino I di Scozia.
Alla morte del padre nell'877 non ascese al trono scozzese per via della legge della tanistry, che favoriva gli eredi collaterali. Fu infatti suo zio Aedh a diventare nuovo sovrano, solo per venire ucciso poco dopo da Eochaid e Giric, forse lontani parenti, che detennero assieme il potere per dodici anni.
Quando nell'889 Giric morì (forse assassinato) Donald si ribellò al re superstite Eochaid, lo spodestò e lo esiliò nel Galles, divenendo così unico padrone della Scozia. Giovanni di Fordun invece non menziona Eochaid, dicendo semplicemente che Donald ascese al trono dopo la morte di Giric.

### Regno
Come per i suoi predecessori, non molto è noto del regno di Donald. Le fonti comunque sono concordi nel dire che regnò undici anni, mentre la Profezia di Berchan, un poema epico dell'XI secolo, lo identifica con la figura di Dasachtach (il Pazzo Violento); sarebbe quindi stato un re guerriero estremamente bellicoso.
Donald dovette infatti affrontare numerose guerre contro i vicini, specialmente i Vichinghi, in piena fase di colonizzazione della Britannia. Pare che riuscì a sconfiggerli in battaglia presso Innisibsolian, anche se allo stesso tempo il controllo gaelico sulle isole più esterne (Ebridi, Orcadi e Shetland) cominciò a venire meno.
Anche le Highlands divennero terreno di scontro, poiché abitate da briganti che attaccavano regolarmente gli scozzesi. Donald condusse almeno una campagna contro gli abitanti delle Highlands, e secondo alcune fonti fu proprio sulla frontiera che morì, nel 900 presso il villaggio di Forres, colto da un improvviso malessere. Altri resoconti invece dicono che perì presso Dunottar, ucciso durante un'incursione vichinga; non c'è quindi certezza sulle reali cause della sua morte.
Venne sepolto sull'isola di Iona, luogo di riposo ancestrale delle spoglie dei re scozzesi.

## Discendenza
Donald II ebbe almeno un figlio certo, Malcolm, che sarebbe divenuto a sua volta re di Scozia.
L'esistenza di un secondo figlio, tale Eugenio, che re Costantino II di Scozia avrebbe insignito della sovranità sulla Cumbria, è invece assai dubbia.

## Ascendenza
|                        |   |   | Genitori |  |  | Nonni |  |  | Bisnonni             |  |  | Trisnonni              |  |
|                        |   |   |          |  |  |       |  |  | Alpin II di Dalriada |  |  | Eochaid IV di Dalriada |  |
|                        |   |   |          |  |  |       |  |  | Alpin II di Dalriada |  |  | Eochaid IV di Dalriada |  |
|                        |   | … |          |  |  |       |  |  | Alpin II di Dalriada |  |  |                        |  |
| Kenneth I di Scozia    |   |   |          |  |  |       |  |  | Alpin II di Dalriada |  |  |                        |  |
|                        |   | … | …        |  |  |       |  |  |                      |  |  |                        |  |
|                        |   | … | …        |  |  |       |  |  |                      |  |  |                        |  |
|                        |   | … | …        |  |  |       |  |  |                      |  |  |                        |  |
| Costantino I di Scozia |   | … |          |  |  |       |  |  |                      |  |  |                        |  |
|                        |   | … | …        |  |  |       |  |  |                      |  |  |                        |  |
|                        |   | … | …        |  |  |       |  |  |                      |  |  |                        |  |
|                        |   | … | …        |  |  |       |  |  |                      |  |  |                        |  |
| …                      |   | … |          |  |  |       |  |  |                      |  |  |                        |  |
|                        |   | … | …        |  |  |       |  |  |                      |  |  |                        |  |
|                        |   | … | …        |  |  |       |  |  |                      |  |  |                        |  |
|                        |   | … | …        |  |  |       |  |  |                      |  |  |                        |  |
| Donald II di Scozia    |   | … |          |  |  |       |  |  |                      |  |  |                        |  |
|                        | … | … |          |  |  |       |  |  |                      |  |  |                        |  |
|                        | … | … |          |  |  |       |  |  |                      |  |  |                        |  |
|                        | … | … |          |  |  |       |  |  |                      |  |  |                        |  |
| …                      | … |   |          |  |  |       |  |  |                      |  |  |                        |  |
|                        |   | … | …        |  |  |       |  |  |                      |  |  |                        |  |
|                        |   | … | …        |  |  |       |  |  |                      |  |  |                        |  |
|                        |   | … | …        |  |  |       |  |  |                      |  |  |                        |  |
| …                      |   | … |          |  |  |       |  |  |                      |  |  |                        |  |
|                        |   | … | …        |  |  |       |  |  |                      |  |  |                        |  |
|                        |   | … | …        |  |  |       |  |  |                      |  |  |                        |  |
|                        |   | … | …        |  |  |       |  |  |                      |  |  |                        |  |
| …                      |   | … |          |  |  |       |  |  |                      |  |  |                        |  |
|                        |   | … | …        |  |  |       |  |  |                      |  |  |                        |  |
|                        |   | … | …        |  |  |       |  |  |                      |  |  |                        |  |
|                        |   | … | …        |  |  |       |  |  |                      |  |  |                        |  |
|                        |   | … |          |  |  |       |  |  |                      |  |  |                        |  |